# Canthylidia arenosa
Canthylidia arenosa är en fjärilsart som beskrevs av Turner 1943. Canthylidia arenosa ingår i släktet Canthylidia och familjen nattflyn. Inga underarter finns listade i Catalogue of Life.